# Погост Барский
Погост Барский — деревня в Красносельском районе Костромской области. Входит в состав Подольского сельского поселения.

## География
Находится в юго-западной части Костромской области на расстоянии приблизительно 5 км на север-северо-восток по прямой от районного центра поселка Красное-на-Волге.

## История
В 1872 году здесь (тогда деревня Погост) было учтено 24 двора, в 1907 году отмечено было 45 дворов и наличие кирпичного завода.

## Население
Постоянное население составляло 154 человека (1872 год), 210 (1897), 234 (1907), 2 в 2002 году (русские 100 %), 16 в 2022.

## Достопримечательности
Недалеко от деревни (полтора километра на юго-восток по прямой) находится церковь Рождества Богородицы в руинированном виде, год постройки 1823.